# Histoire du sel de Haute-Saône

L'utilisation de la houille extraite dans les différentes concessions par les salines.

L'histoire du sel de Haute-Saône retrace l'exploitation du sel gemme dans le sud-est de la Haute-Saône en Franche-Comté du XIIe au XXe siècle. Le gisement, formé durant le Trias supérieur, est mêlé au bassin houiller keupérien de Haute-Saône, dont le charbon est extrait pour alimenter les fours des salines. Il est l'un des plus importants gisements d'exploitation de sel en France.
Des thermes utilisent également des sources d'eau salée.

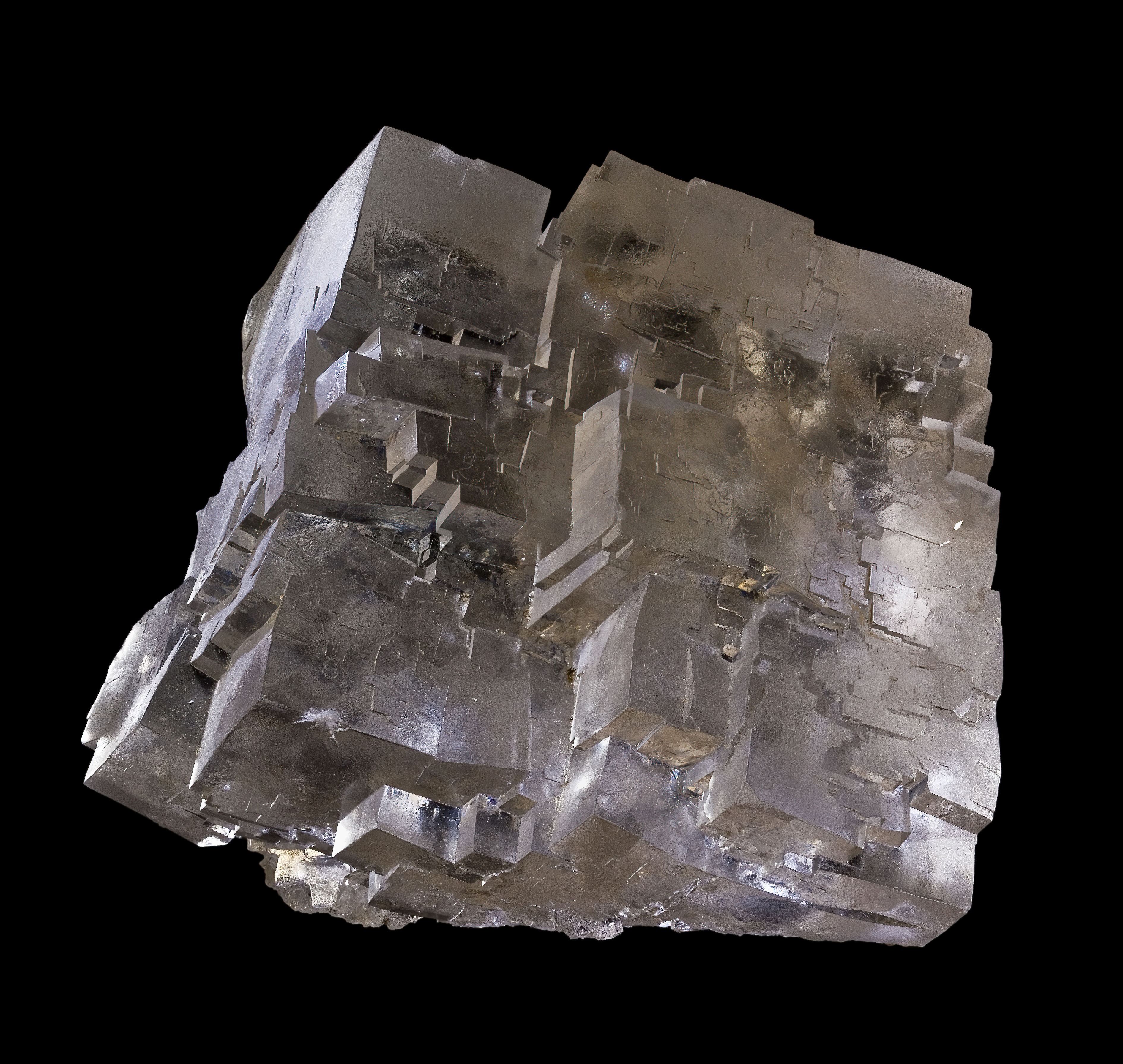
Or blanc ou sel gemme / halite composé de chlorure de sodium du Trias supérieur.

## Géologie
Les gisements de houille et de halite en exploitation sont intercalés au sein du bassin houiller keupérien de Haute-Saône, qui montre aussi des alternances de couches de grès, de marnes irisées, de dolomies et de gypse. Les salines sont conçues pour fonctionner avec le charbon extrait sur place pour l'évaporation de la saumure, ce qui permet aux compagnies de diminuer le coût de revient du sel.
Le gisement est un prolongement de celui du Jura, qui s'est formé durant le Trias supérieur (215 millions d’années). La mer Panthalassa, qui recouvre alors tout l'est de la France (partie intégrante du supercontinent Pangée), se retire et laisse une lagune peu profonde de saumure d'eau de mer qui, par évaporation, forme une épaisse couche de plus de 100 mètres d'évaporites contenant du sel gemme (halite). Le sel est ensuite recouvert avec le temps par différentes couches sédimentaires de marnes et de calcaires de plus de 200 mètres d'épaisseur.

La formation du gisement de sel et de charbon du Keuper en Franche-Comté.

## Salines

En vert, les communes exploitées pour leur sel en Haute-Saône et en bleu les thermes.

L'exploitation du sel en Haute-Saône s'étale sur huit siècles dans trois principaux sites. La saline de Saulnot est exploitée pendant sept siècles du XIIe siècle à 1826, soit la plus grande longévité du département. La saline de Gouhenans prend le relais à partir de 1831 et fonctionne de façon industrielle pendant plus d'un siècle. Enfin, la saline de Mélecey est exploitée d'une façon plus artisanale et éphémère entre 1850 et 1873.

### Scey-sur-Saône
Les sources salées de Scey-sur-Saône sont connues dé l'antiquité et sont particulièrement exploitées au XIIIe siècle.

### Saulnot
Il y eut des salines à Saulnot. Leur production n'a cessé de croître et la consommation de bois également depuis 1147. Ses « muines » se cuisaient alors au bois pour en tirer l'halite, ce qui épuisait la forêt voisine. Cela explique l'exploitation d'une mine de houille du XVIe au XXe siècle. En 1637, la saline et le village deviennent la propriété des comtes de Montbéliard. Les salines sont reconstruites après l'attaque de Charles le Téméraire. En 1639, les bâtiments sont incendiés par les Comtois puis reconstruits de 1761 à 1766. Les salines déclinent de plus en plus de 1750 à 1789, puis les bâtiments sont brûlés avec les archives pendant la Révolution française. Les bâtiments sont rachetés par la commune en 1846, vingt ans après la fermeture des puits à saumure.

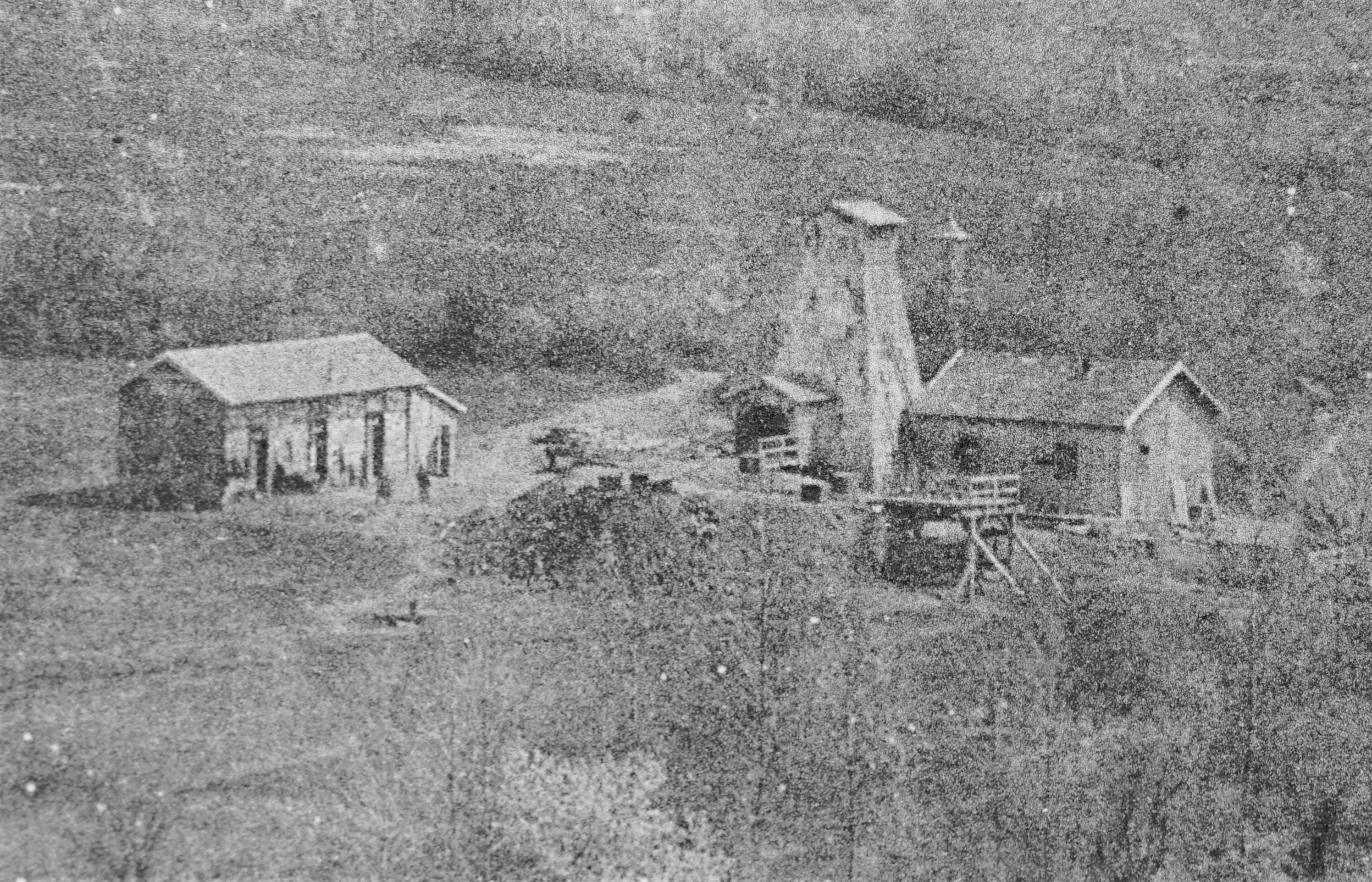
Infrastructures de surface d'un puits de houille au début du XXe siècle.
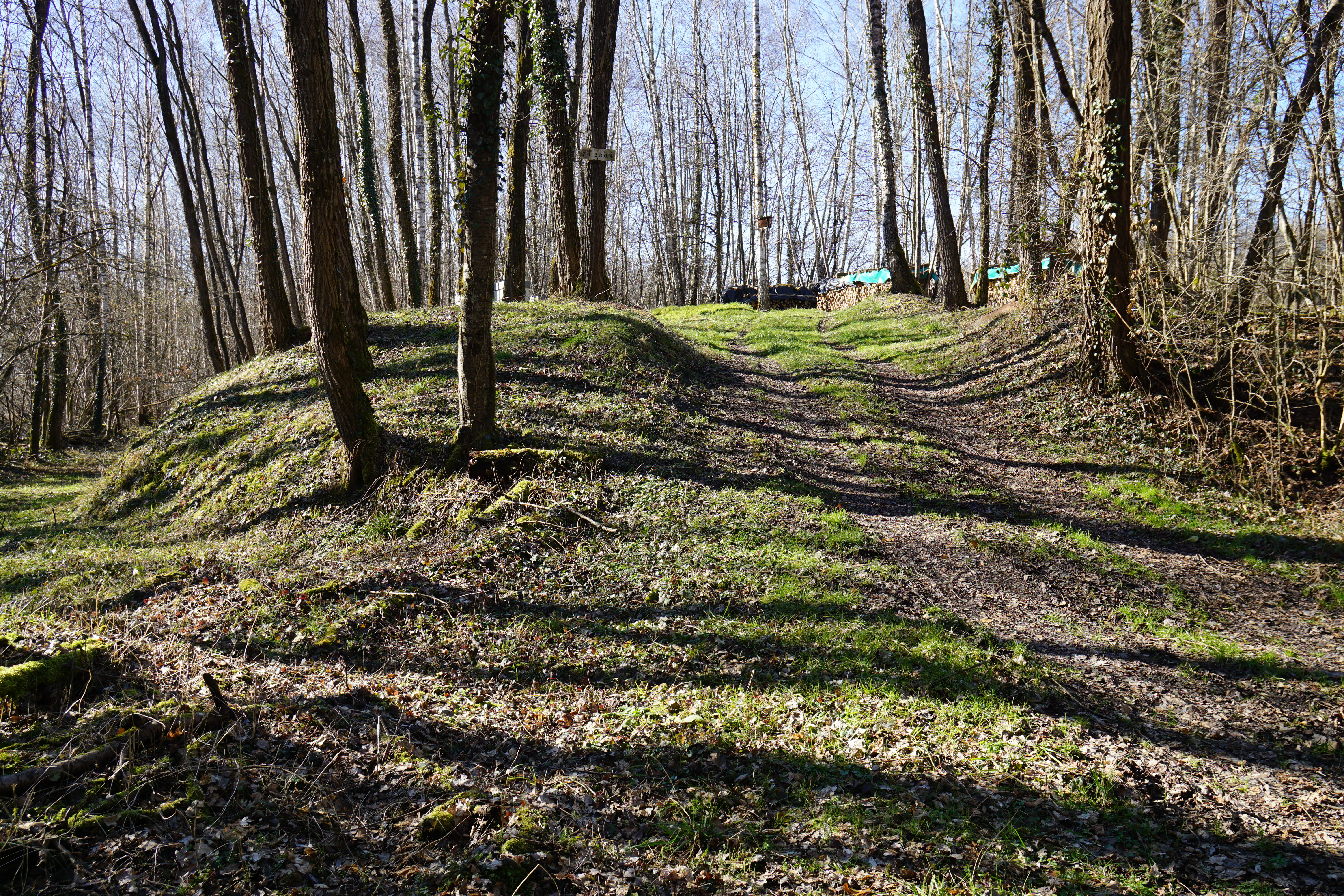
Le terril du même puits un siècle plus tard.
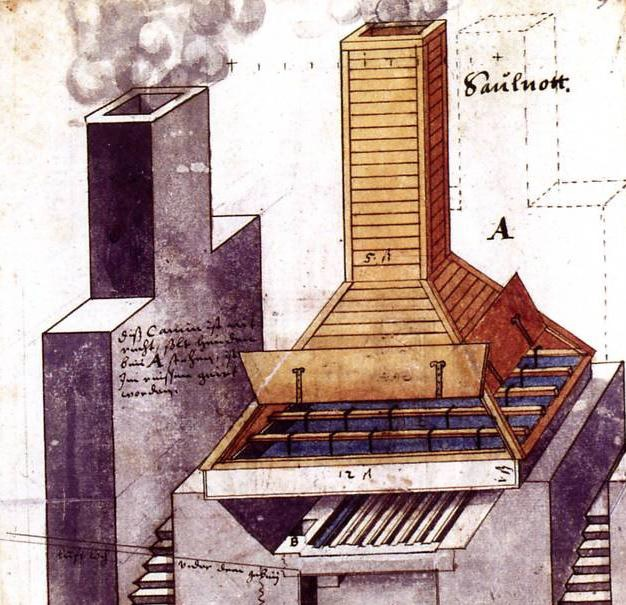
Un four à charbon de la saline.
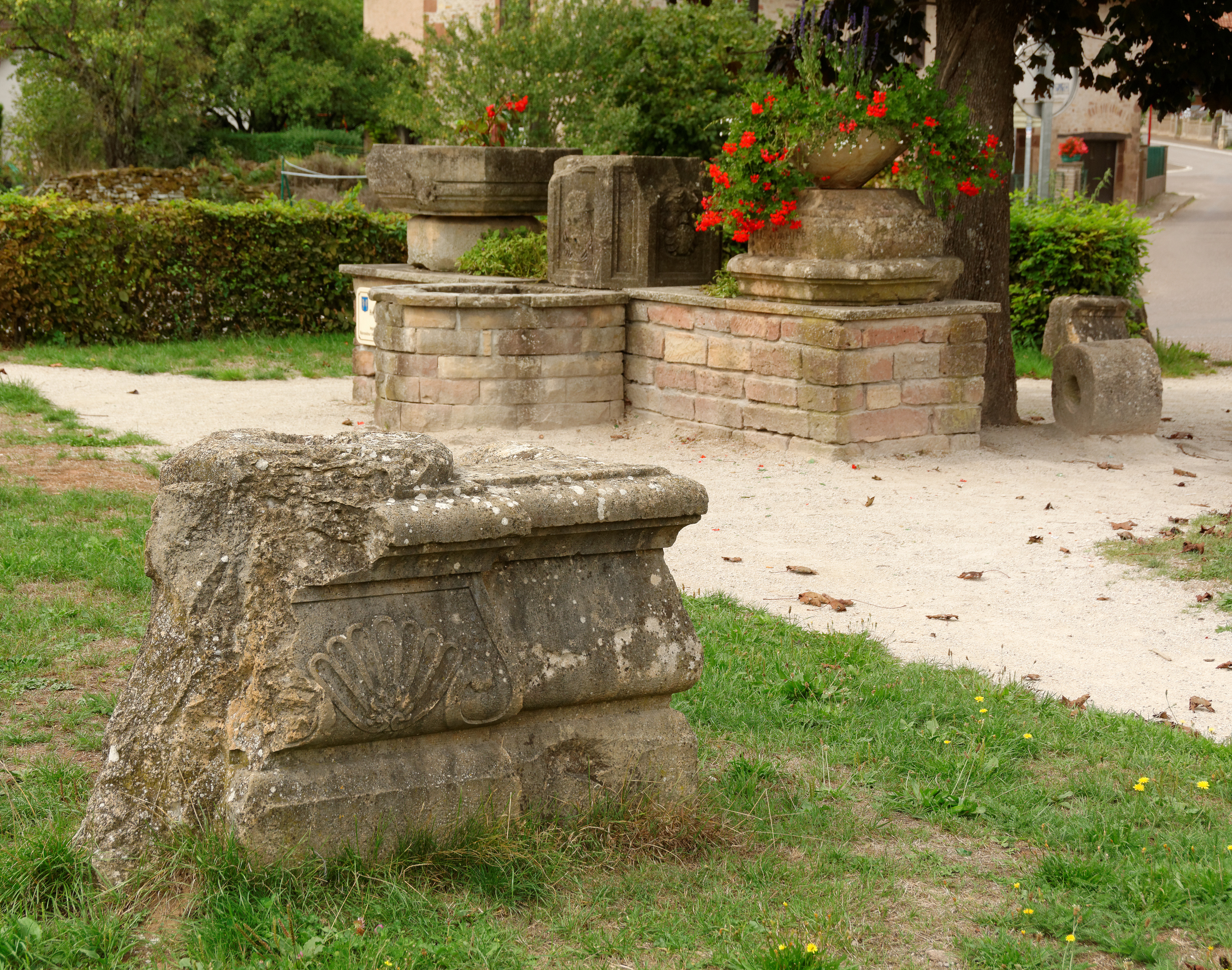
Vestiges de la saline.

### Gouhenans
Les houillères et la saline de Gouhenans forment un ensemble de mines et d'usines exploitant et transformant du sel gemme et de la pyrite de 1831 à 1945, ainsi que de la houille de 1828 à 1916. Le gîte de houille est identifié en 1819. Il s'étend sous les communes de Gouhenans et de Villafans. C'est avec l'exploitation des charbonnages que le sel est découvert. Une usine chimique et une verrerie sont ajoutées à ce complexe industriel qui marque une période de prospérité pour Gouhenans.
En 1847, l'exploitation du sel provoque un scandale impliquant des personnalités politiques de la monarchie de Juillet, le général Despans-Cubières et Jean-Baptiste Teste, pair de France et ministre d'État.
Des vestiges de ces industries (entrées de mines, terrils, voies ferrées, ruines, cité ouvrière, bâtiments reconvertis, cheminée d'usine) subsistent au début du XXIe siècle. Le territoire reste marqué économiquement, socialement, paysagèrement, écologiquement et culturellement.

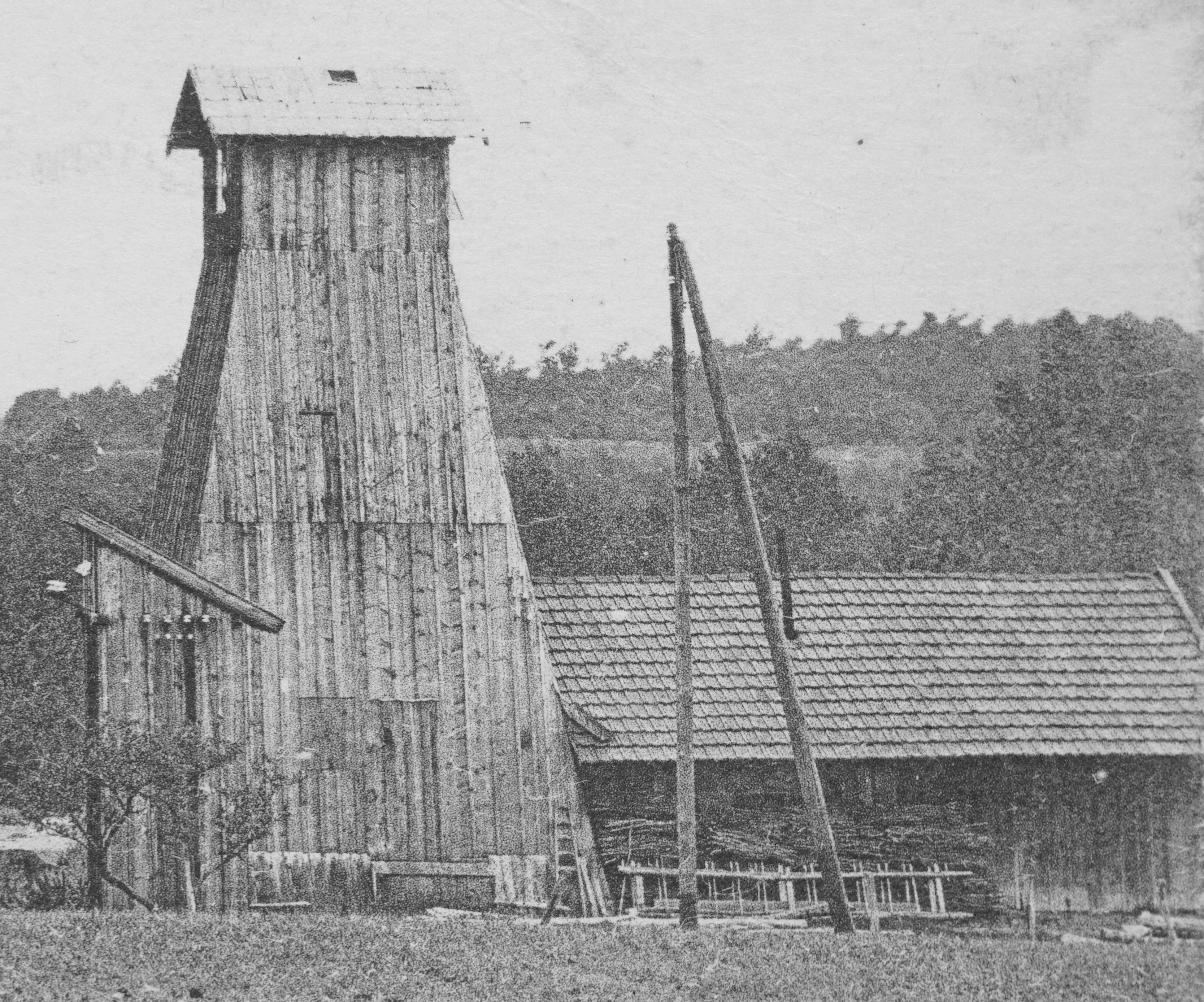
Puits de houille no 13.
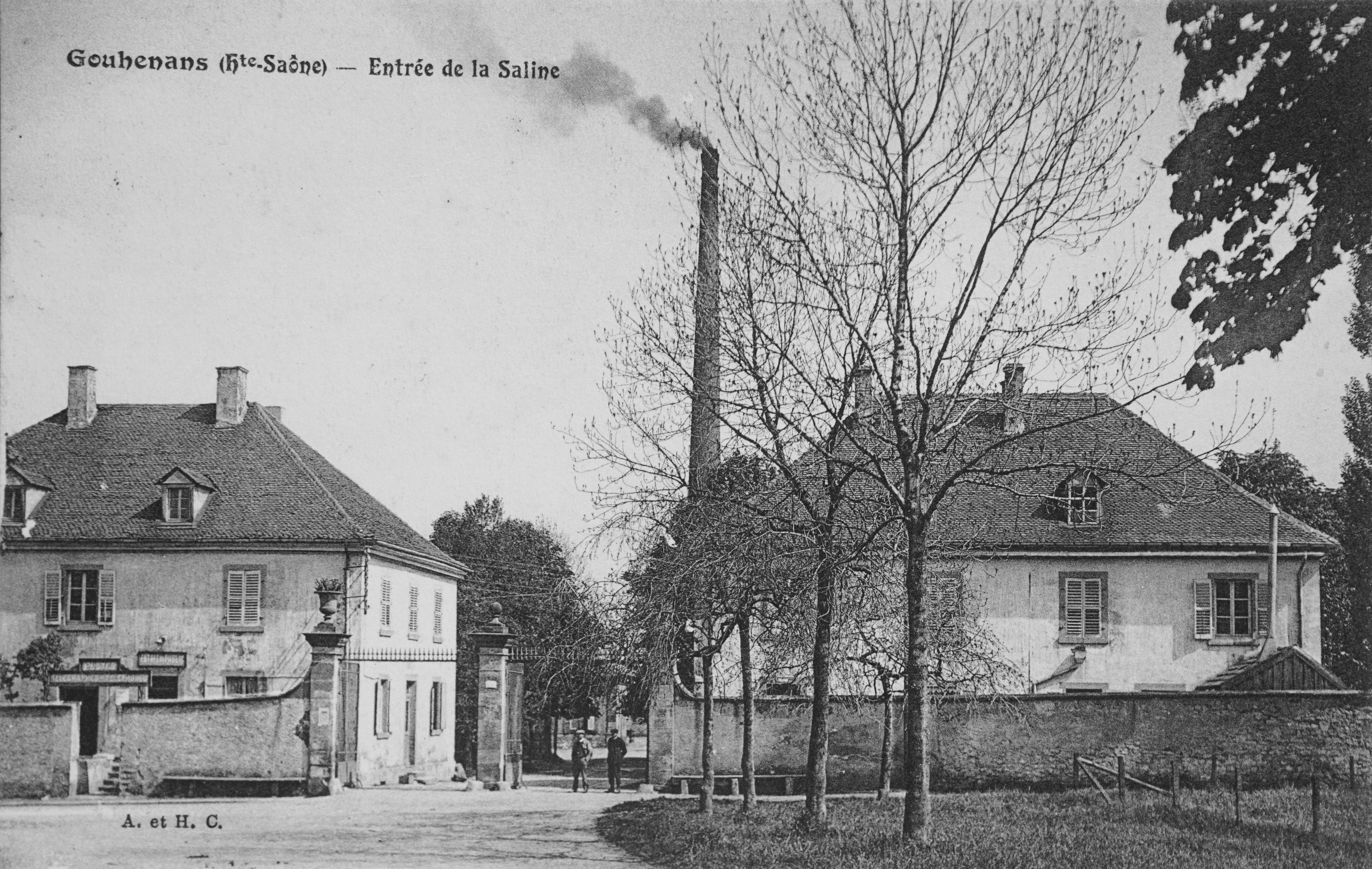
L'entrée de la saline.
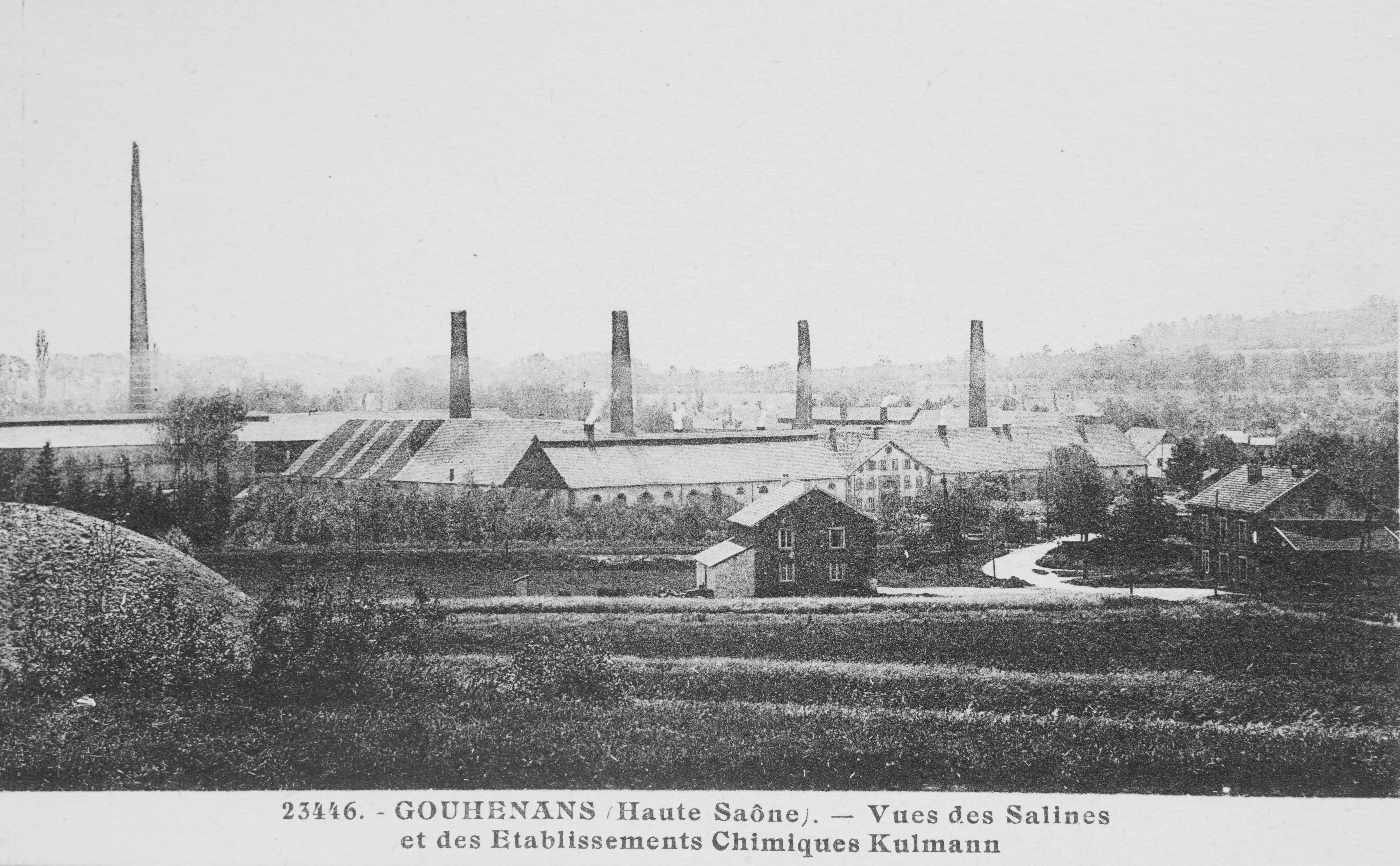
Vue générale.
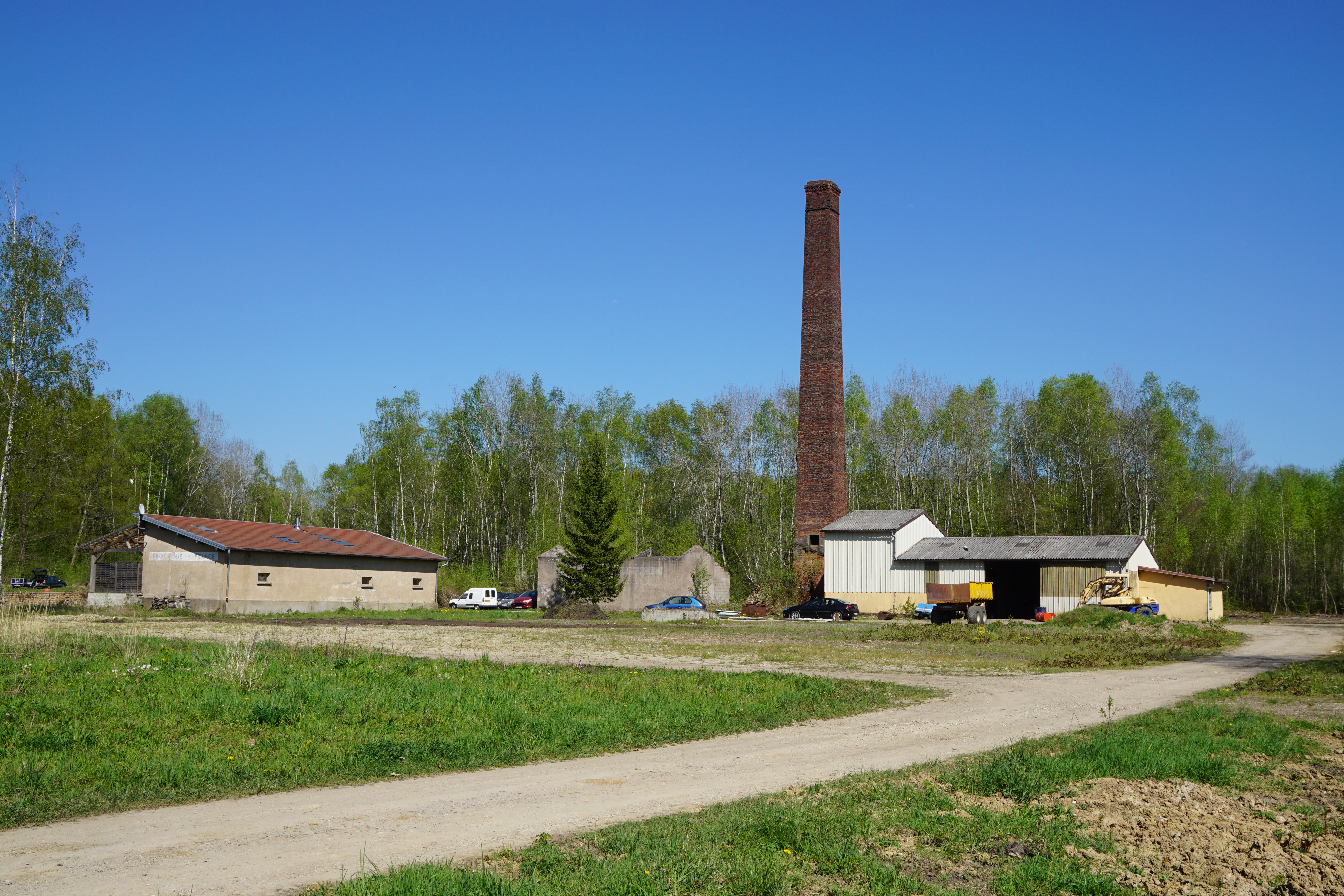
Des vestiges, dont une cheminée.

### Mélecey
Une saline est exploitée sur le territoire des communes de Mélecey et de Fallon de 1778 à 1865 pour le charbon et de 1850 à 1873 pour le sel. La mine de sel est exploitée par abattage souterrain de 1850 à 1862, puis par évaporation de saumure de 1863 à 1872 pour en tirer l'halite. L'exploitation du charbon sur place par l'évaporation de la saumure permet à la compagnie de diminuer le coût de revient du sel. Les charbonnages de la concession de Mélecey sont situés pour certains dans le bois de Fallon. L'un d'entre eux est à l’origine d'un incendie avant 1943.

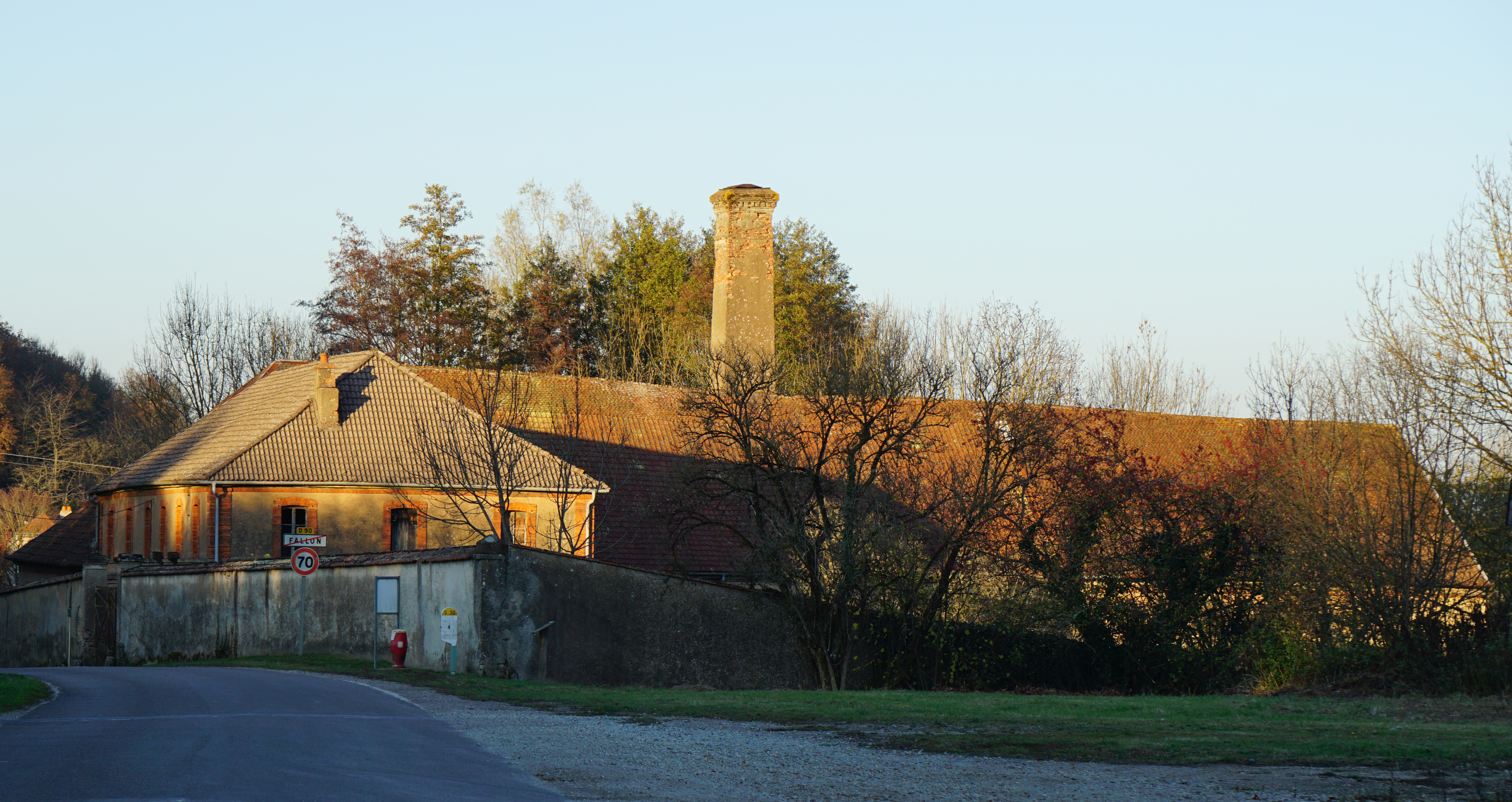
Les bâtiments et la cheminée de la saline de Mélecey.
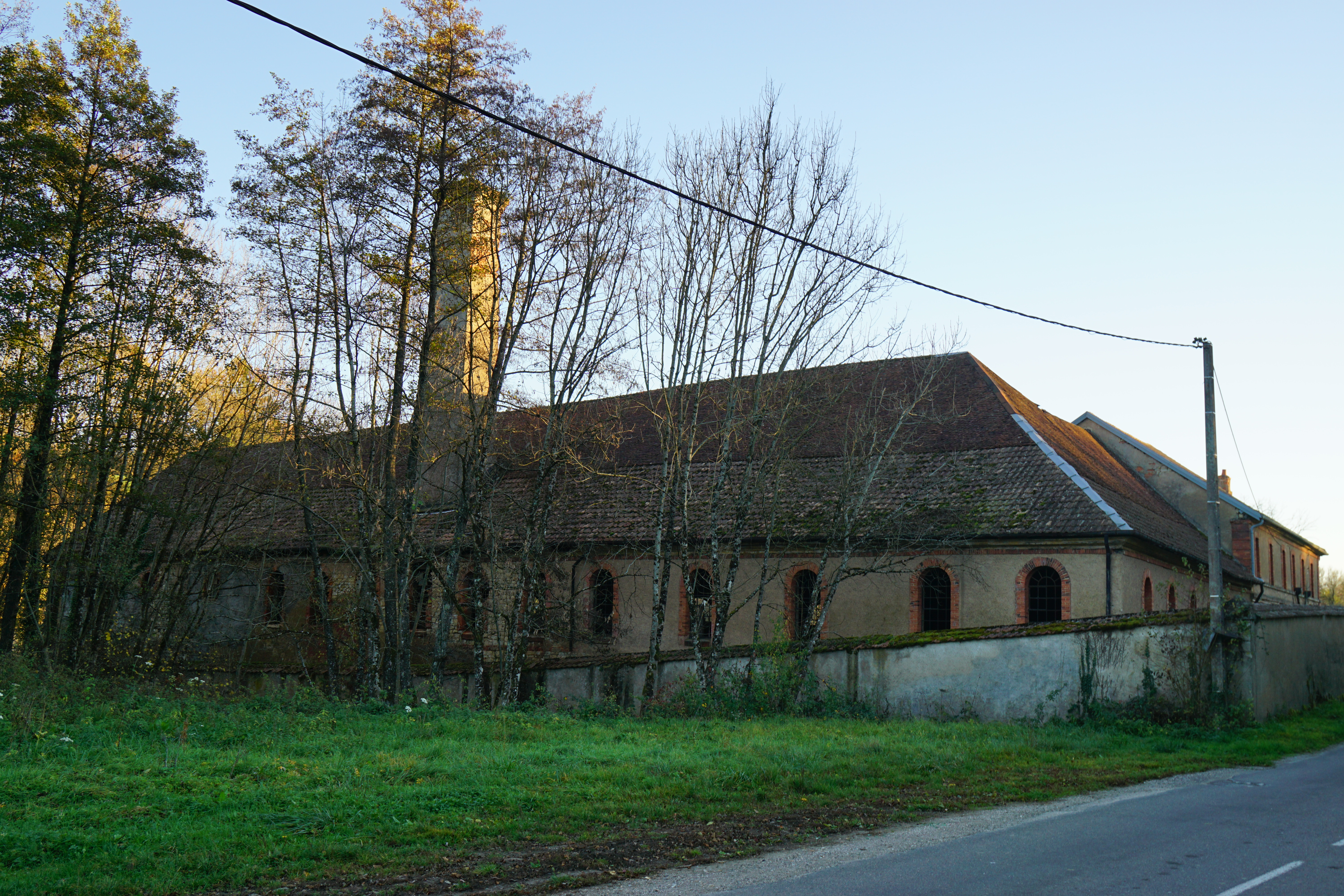
Les mêmes bâtiments vus de l'autre côté.
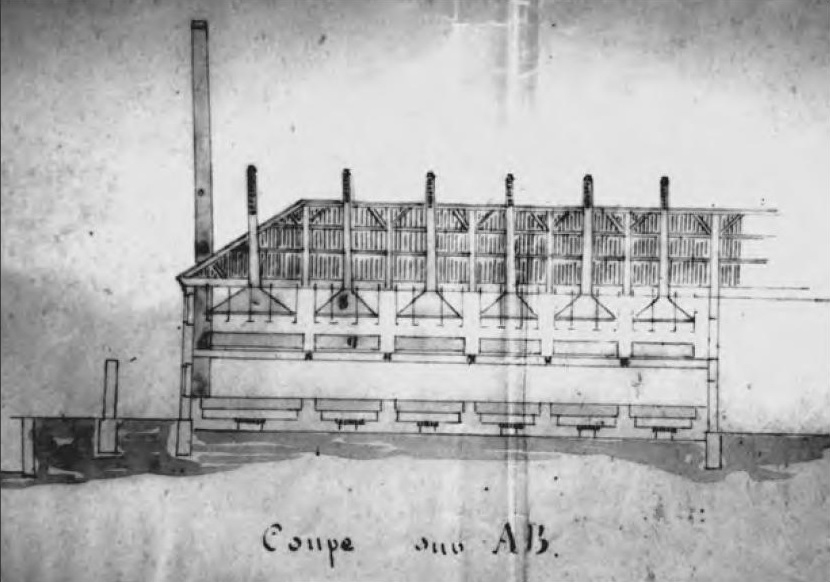
Vue en coupe du bâtiment d'évaporation.

### Autres
Une ancienne exploitation de sel se trouve à Athesans, à la limite de Gouhenans, faisant partie des salines de Gouhenans. D'autres sources sont exploités à Chenebier et Couthenans.

## Thermalisme
L'eau utilisée par l'établissement thermal de Luxeuil-les-Bains et l'eau minérale des Rêpes contienne du sel.